# Zeleno busenje (roman)
Zeleno busenje je roman bosanskohercegovačkog književnika Edhema Mulabdića. Smatra se prvim bošnjačkim romanom.
Zeleno busenje prikazuje život u prelaznoj fazi iz osmanske u austro-ugarsku vladavinu. Prikazuje ispretpletene sudibine ljudi u Maglaju. Glavni likovi su Ahmed i Ajiša. Mulabdićev roman počinje opisom predvečerja u Maglaju. Lijep petak - praznično raspoloženje.

## Vanjske poveznice
- Zeleno busenje